# Marta Podgórnik
Marta Podgórnik (ur. 2 czerwca 1979 w Sosnowcu) – poetka, krytyczka literacka, redaktorka.
Marta Podgórnik jest stypendystką Ministra Kultury, laureatką Ogólnopolskiego Konkursu Poetyckiego im. Jacka Bierezina (1996) i Nagrody Literackiej Gdynia 2012 za tomik Rezydencja surykatek, który został ponadto nominowany do Nagrody Poetyckiej im. K.I. Gałczyńskiego - Orfeusz (2012) oraz do Wrocławskiej Nagrody Poetyckiej „Silesius” (2012). Była nominowana do „Paszportu Polityki” (2001). Za tomik Zawsze nominowana do Nagrody Poetyckiej im. Wisławy Szymborskiej 2016 oraz do Wrocławskiej Nagrody Poetyckiej „Silesius” 2016. W 2018 nominowana do Wrocławskiej Nagrody Poetyckiej „Silesius” oraz do Nagrody Poetyckiej im. Wisławy Szymborskiej za tomik Zimna książka. Laureatka Nagrody im. Wisławy Szymborskiej (2019) za tomik poezji Mordercze ballady.
Uczestniczka polsko-niemieckich warsztatów translatorskich w Krakowie. Jej wiersze tłumaczono i drukowano na Słowacji, w Czechach, Niemczech, Rosji, Szwecji, Wlk. Brytanii, USA, we Włoszech i na Ukrainie. Związana z Biurem Literackim, w internetowym serwisie Biura – „Przystani” zamieszcza felietony i odpowiada za dział poetyckich debiutów. Mieszka w Gliwicach.